# 煤油燈

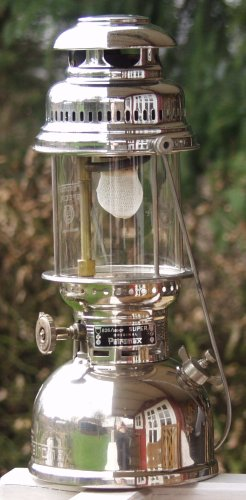
現代煤油燈

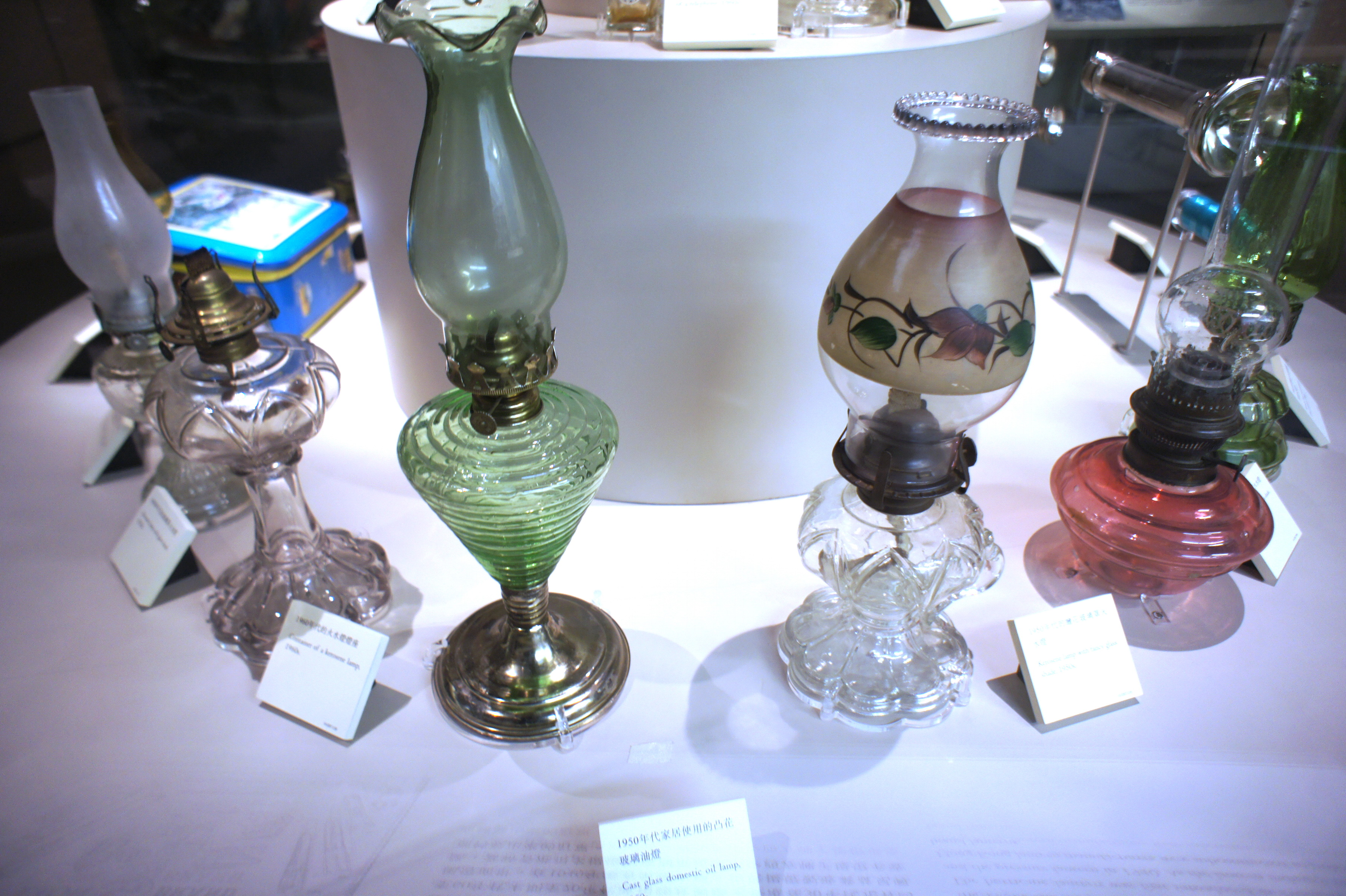
舊式煤油燈（香港歷史博物館展品）

煤油燈是电灯普及之前的主要照明工具，以煤油作為燃料。早於9世紀的巴格达，已有使用煤油燈的記載，而近代的煤油燈則於1853年由波兰发明家伊格納齊·武卡謝維奇發明。現今通常用於登山、露营等戶外活動。

## 結構
舊式煤油燈使用棉繩燈芯，其燈頭通常以铜製成，而燈座和擋風用的燈筒則用玻璃製成。燈頭四周有多個爪子，旁邊有一個可控制棉繩上升或下降的小齿轮。棉繩的下方伸到燈座內，燈頭有螺絲絞與燈座相配合，故可把燈頭扭緊在燈座上。而燈座內注滿煤油，棉繩便把煤油吸到繩頭上。只要用火柴點著繩頭，並罩上燈筒，便完成點燈。現時舊式煤油燈已幾近絕跡。

## 现代煤油灯
汽灯又称现代煤油灯。它的工作原理类似于酒精喷灯而不同于旧式煤油灯。汽灯是通过燃烧煤油蒸汽，加热含有二氧化钍的纱罩，使其发出耀眼的白光。同时在煤油蒸汽燃烧的过程中加热管道内的煤油，加快煤油蒸发成煤油蒸汽，不断地供给燃烧。汽灯亮度远大于旧式煤油灯且燃烧不产生黑烟。